# Peach Orchard, Arkansas
Peach Orchard là một thành phố thuộc quận Clay, tiểu bang Arkansas, Hoa Kỳ. Năm 2010, dân số của thành phố này là 135 người.

## Dân số
- Dân số năm 2000: 195 người.
- Dân số năm 2010: 135 người.